# Velocette

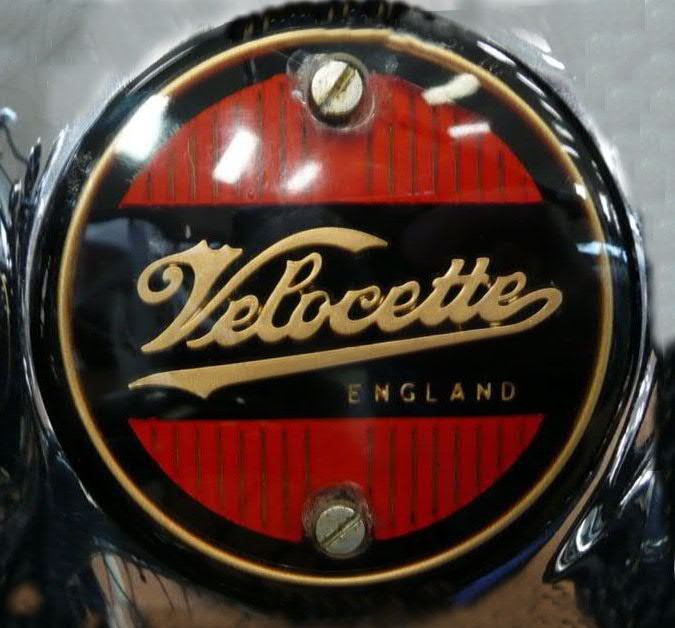
Velocettes logtyp

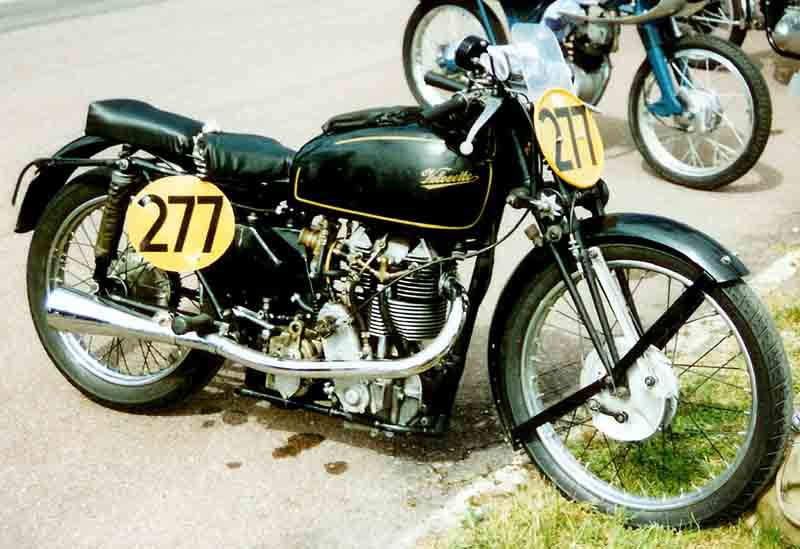
KTT mk VIII 350cc, 1948

Velocette var ett brittiskt motorcykelfabrikat som existerade 1904-1968. Velocette tillverkades av Veloce Ltd, i Hall Green, Birmingham, England. Fabrikatet hade tävlingsframgångar i Roadracing, främst under 1950-talet.